# Esmeralda (Brazília)
Esmeralda egy község (município) Brazíliában, Rio Grande do Sul állam északkeleti határán. Nevének jelentése smaragd. 2021-ben becsült népessége 3291 fő volt.

## Nevének eredete
Kezdetben São João Velhonak nevezték; a São João a település védőszentjére, Keresztelő Szent Jánosra utalt, a Velho pedig a földbirtokos Antônio Joaquim Velho családnevéből eredt, aki földet adományozott a telepeseknek. A hagyomány szerint a falut 1900 körül ellátó orvos, Dr. Antônio Dias Fernandes mindig azt mondta: „Ha egy nap megváltoztatjátok São João Velho nevét, változtassátok Esmeraldára, mert a hullámzó zöld mezők és a rengeteg erdő olyan gyönyörűek, mint ez a smaragd a gyűrűmben”. Később valóban átkeresztelték Esmeraldára, és az 1970-es években a 27 de Novembro téren (ma Doutor Orly Labarthe Alves tér) egy gyűrűt ábrázoló emlékművet állítottak Dr. Fernandes tiszteletére.

## Története
A település a São João Batista (Keresztelő Szent János) templom körül alakult ki, amely a São João farmon volt. 1900-ban Vacaria kerületének nyilvánították. 1938-ban átnevezték Esmeraldára. 1963-ban függetlenedett, és 1964-ben önálló községgé alakult.

## Leírása
Székhelye Esmeralda, második kerülete São Sebastião. Az állam északkeleti részén, 944 méteres magasságban, Porto Alegretől 307 kilométerre helyezkedik el. Éghajlata nedves szubtrópusi, az évi átlaghőmérséklet 18 ºC. Gazdaságának fő ágai a földművelés (szója, kukorica, búza) és a szarvasmarha-tenyésztés.
A községben ápolják a gaúcho hagyományokat, 1966-ban hagyományőrző központ létesült, és számos kongresszust, sportrendezvényt szerveznek. Esmeraldát a lasszósport bölcsőjeként ismerik, és 2008-ban felavatták az Alfredo José dos Santos rodeóparkot, amely a „lasszó úttörői” előtt tiszteleg. Esmeralda „José Mendes földjeként” is ismert a település illusztris fogadott fia, José Mendes énekes után, akit a helyi Santa Terezinha kápolnában temettek el, és 2004-ben emlékművet is avattak tiszteletére. Egy másik látványosság a Senhor Bom Jesus szentély, amelynek szobrát Bernardo dos Reis hozta a paraguayi háború idején, hálából hogy túlélte a háborút. A szentélynél minden augusztus 6-án zarándoklatot tartanak.